# Еміль Лерп
Еміль Лерп (* 1886 у Гольдбаху; † 1966 у Гамбурзі) був німецьким підприємцем і винахідником.

## Життєпис
У 1927 році Еміль Лерп представив першу бензопилку з бензиновим двигуном. Він провів першу презентацію бензопилки Model A на горі Дольмар у Тюринзькому лісі. Як пристрій для двох осіб, він важив 58 кг. 15 червня 1928 року Лерп отримав патент на «пилку для дерев, розташовану на рамі, схожій на підрамник». У 1928 році Лерп перейменував свою компанію, засновану в Гамбурзі, на Dolmar на честь гори. Перш ніж стати самозайнятим, Еміль Лерп працював з Андреасом Штілем, пізнішим засновником Stihl, продавцем у компанії Ernst Ring (пилки Rinco).